# Radiació

Espectre de radiació electromagnètica.

La radiació és un flux d'energia i de moment lineal constituït per ones electromagnètiques, que es desplacen a la velocitat de la llum, o per partícules, atòmiques i subatòmiques, que es desplacen a velocitats molt elevades.
Per tant, hi ha dues grans classes de radiació inequívocament diferenciades per la seva velocitat de propagació i la corresponent presència o absència de massa en repòs:
- Raigs electromagnètics. El primer tipus constitueix l'espectre de radiació electromagnètica, que inclou les ones de ràdio, les microones, els raigs infrarojos, la llum visible, els raigs ultraviolats, els raigs X i els raigs γ, a més del neutrí. Totes aquestes formes es caracteritzen per una massa en repòs nul·la (teòricament). La seva velocitat al buit és de 299 792 458 m/s. L'energia que transporten es proporcional a la freqüència {\displaystyle f}, cada quàntum de radiació porta una energia {\displaystyle E=hf} i un moment lineal {\displaystyle p=hf/c}, o {\displaystyle h} és la constant de Planck i {\displaystyle c} la velocitat de la llum.
- Raigs de matèria. El segon tipus inclou partícules com els electrons, els protons, els neutrons i d'altres. En estat de repòs, aquestes partícules tenen massa i són els constituents dels àtoms i dels nuclis atòmics. Quan aquestes formes de matèria particulada viatgen a altes velocitats (per exemple, les partícules α emeses per l'urani es desplacen a 2,09 × 107 m/s),[1] es consideren igualment radiació. Les velocitats són inferiors a la de la llum (~7 % en el cas anterior), però apreciablement superiors a les velocitats tèrmiques (per exemple, les velocitats de les molècules que formen una mostra d'aire). L'energia que transporten és energia cinètica ({\textstyle E_{c}={\tfrac {1}{2}}mv^{2}}) i el moment lineal és {\displaystyle {\vec {p}}=m{\vec {v}}}, on {\displaystyle m} és la massa de la partícula i {\displaystyle {\vec {v}}} la seva velocitat.

El mot «radiació» prové del llatí radiatio, -ōnis, ‘resplandor’.
Fins a principis del segle xx, es creia que els raigs electromagnètics tenien un caràcter inherentment ondulatori; és a dir, que s'expandien per l'espai i podien exhibir interferències en convergir des de dues o més fonts. Els raigs de matèria, per contra, es consideraven inherentment corpusculars, localitzats a l'espai i incapaços d'interferir. No obstant això, a principis del segle xx, experiments crucials i les teories que els acompanyaren van revelar que totes les formes de radiació, sota les condicions adequades, poden exhibir un comportament tant corpuscular com ondulatori. Aquest fenomen es coneix com la dualitat ona-partícula i constitueix, en gran part, el fonament de la teoria quàntica moderna de la matèria i la radiació. El comportament ondulatori de la radiació és palès en la seva propagació per l'espai, mentre que el comportament corpuscular es revela en la naturalesa de les seves interaccions amb la matèria.

## Radiació electromagnètica i neutrins

### L'espectre electromagnètic

Espectre electromagnètic.

Segons la teoria de la relativitat, la velocitat de la llum és una quantitat fixa, independent de la velocitat de l'emissor, de l'absorbidor o d'un observador presumptament independent. En una definició ampliada, el terme llum engloba la totalitat de la radiació electromagnètica. Inclou: les ones electromagnètiques llargues predites pel físic escocès James C. Maxwell (1831-1879) el 1864 i descobertes per l'alemany Heinrich Hertz (1857-1894) el 1887 (ara anomenades ones de ràdio); els raigs infrarojos i ultraviolats; els raigs X descoberts el 1895 per Wilhelm C. Röntgen (1845-1923) a Alemanya; els raigs γ, que descobrí el químic francès Paul Villard (1860-1934) el 1900, i que acompanyen molts processos de desintegració radioactiva; i alguns raigs X i γ encara més energètics produïts com a acompanyament normal del funcionament de màquines d'ultra-alta energia (acceleradors de partícules).

L'ona electromagnètica consta de dos camps, elèctric i magnètic, que oscil·len en direccions perpendiculars.

Els primers experiments òptics significatius sobre la llum foren realitzats pel físic i matemàtic anglès Isaac Newton (1642.1727) que suposà errròniament que la llum tenia una naturalesa corpuscular, on cada color estava representat per una velocitat de partícula diferent. A més, per explicar la refracció de la llum, la teoria corpuscular requeria que els corpuscles lumínics viatgessin a una velocitat més gran en el medi més dens, contràriament al que preveia la teoria ondulatòria de l'holandès Christiaan Huygens (1629-1695). El suport a la teoria ondulatòria arribà amb la teoria electromagnètica de Maxwell (1864). Posteriorment, el físic alemany Max Planck (1858-1947) proposà una teoria quàntica de la radiació, i el 1905, el també físic alemany Albert Einstein (1879-1955) proposà que la llum es compon de paquets d'energia o quanta d'energia (més tard anomenats fotons). Així, l'experimentació i la teoria havien fet un cicle des de les partícules (Newton) que es comporten com ones (Huygens) fins a les ones (Maxwell) que es comporten com a partícules (Einstein). La designació d'ona s'empra quan la longitud d'ona és comparable o més petita que l'aparell, i l'energia del fotó és baixa. La descripció com a partícula és útil quan la longitud d'ona és petita i l'energia del fotó és alta.

### Neutrins i antineutrins
Els neutrins i les seves antipartícules, els antineutrins, són formes de radiació similars als raigs electromagnètics, ja que viatgen a la velocitat de la llum, tenen una massa en repòs ínfima o nul·la i càrrega zero. També són produïts per acceleradors de partícules d'ultra-alta energia i en certs tipus de desintegració radioactiva.

## Raigs de matèria

Aquest diagrama mostra la constitució i poder de penetració de diferents radiacions ionitzants. Les partícules alfa són aturades per un full de paper mentre que per aturar les beta cal una placa d'alumini. Finalment, la radiació gamma és frenada per la matèria, però calen 4 m de plom per aturar-les.

A diferència dels raigs X i γ, algunes radiacions d'alta energia viatgen a velocitats inferiors a la de la llum.
- Electrons i positrons: L'electró fou identificat com a partícula de càrrega negativa el 1897 pel físic anglès Joseph John Thomson (1856-1940). Més tard es demostrà que tenia un caràcter tant ondulatori com corpuscular. El 1932, Carl D. Anderson (1905-1991) demostrà l'existència de l'electró amb càrrega positiva, anomenat positró. La col·lisió d'un positró i un electró dona com a resultat la creació intermèdia d'un sistema anomenat positroni, que es desintegra en aproximadament 10⁻⁷ segons en dos raigs γ.
- Protons, deuterons i partícules α: Altres entitats classificades com a raigs de matèria quan viatgen a alta velocitat inclouen el protó; el nucli del deuteri, o deuteró; i el nucli de l'àtom d'heli, o partícula α, descoberta pel físic neozelandès Ernest Rutherford (1871-1937), que té una doble càrrega positiva.
- Neutrons: El neutró també és un raig de matèria. S'emet en certs processos de desintegració radioactiva i en la fissió nuclear. La massa del neutró és aproximadament 1.850 vegades la de l'electró.
- Mesons: Una altra classe de partícules elementals és el mesó, que existeix amb càrregues positiva, negativa o neutra. Les seves masses són sempre superiors a les de l'electró. Encara que es classifiquen com a raigs de matèria, són tan escassos que els seus efectes químics no s'estudien actualment. No obstant això, com que formen part del bombardeig constant que prové de l'espai, podrien tenir efectes considerables, com ara contribuir als processos d'envelliment i evolució.

## L'estructura i les propietats de la matèria
La matèria en el seu conjunt comprèn partícules que, en comparació amb la radiació, es podria dir que estan en repòs. La capacitat d'analitzar i entendre la matèria depèn dels detalls que es poden observar. L'absorció i emissió d'energia depenen de l'existència d'estats energètics fonamentals i superiors en molècules i àtoms. L'excitació a nivells d'energia superiors pot resultar en dissociació o ionització. Els propis nuclis atòmics poden existir en diversos estats en què absorbeixen i emeten raigs gamma. Si els nuclis assoleixen estats energètics prou alts, poden emetre positrons, electrons, partícules alfa o neutrons, o bé dissociar-se en nuclis d'àtoms més lleugers.

## Els efectes de la radiació

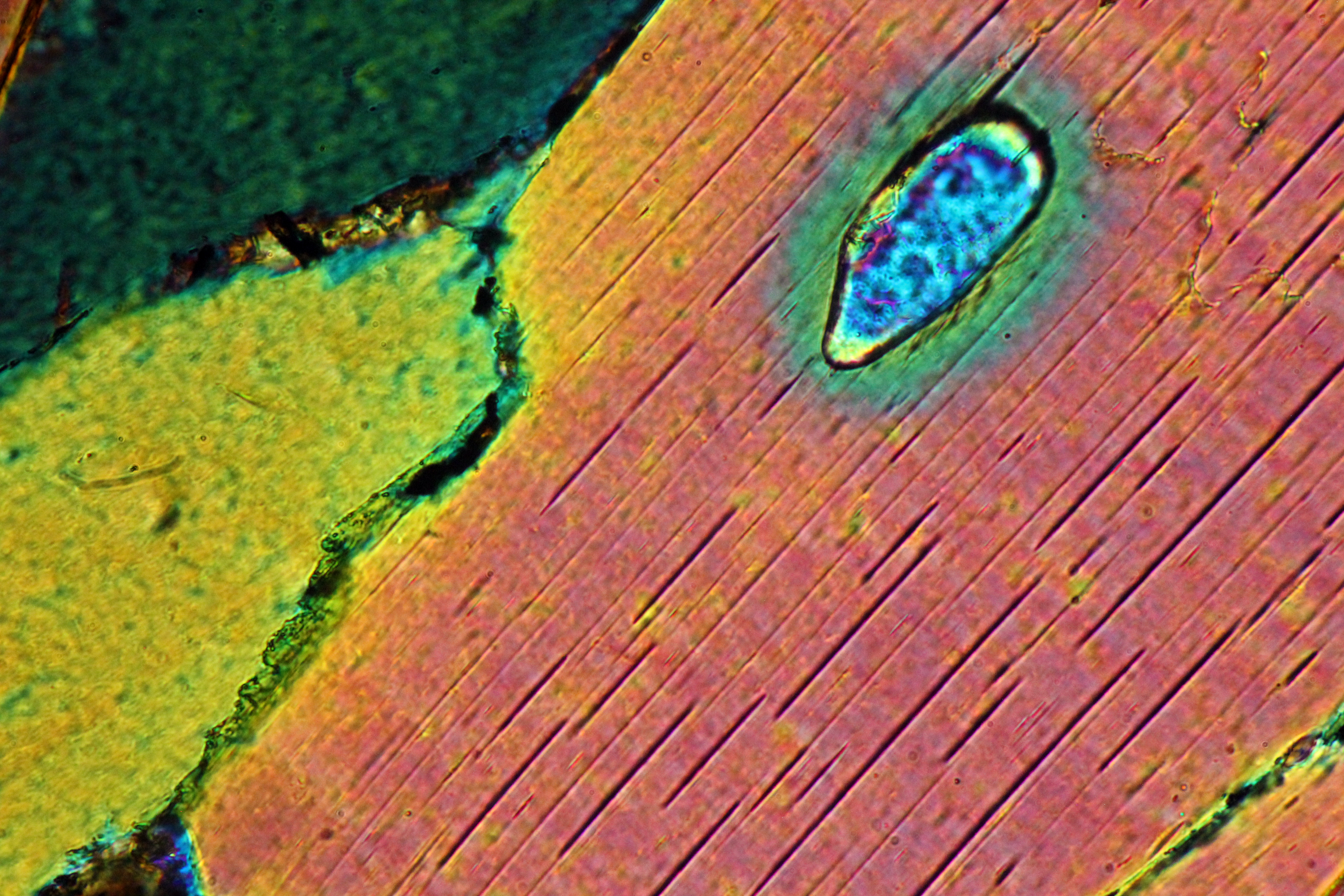
Halo pleocroic al voltant de zircons tancats en biotita (l'halo es deu al dany per radiació causat per la pèrdua radioactiva de l'element contingut en l'estructura del zircó). Imatge de nicolins creuats, augment 20x (camp de visió = 1 mm).

La interacció de la radiació amb la matèria es pot considerar el procés més important de l'univers. Es creu que la radiació ha jugat un paper principal en l'evolució de l'univers i és, en darrer terme, responsable no només de l'existència de la vida, sinó també de la varietat de les seves formes.
La presència d'efectes de radiació d'alta energia en temps molt primerencs de la història de la Terra queda registrada en certes miques en forma d'anells microscòpics concèntrics, anomenats halos pleocroics. Aquests halos foren produïts per la desintegració de diminutes partícules de material radioactiu que emetien productes penetrants, com partícules α. Als extrems de les seves trajectòries, aquestes partícules van produir canvis químics que es poden observar microscòpicament com a anells foscos. A partir dels diàmetres dels anells i dels poders de penetració coneguts de les partícules α, es pot establir la naturalesa de la matèria radioactiva.
Es pot conjecturar fàcilment que alguns dels elements que van participar en l'evolució del món no hi eren presents originalment, sinó que es van produir com a resultat d'un bombardeig extern d'alta energia, i que molts compostos necessaris per als processos vitals dels organismes van evolucionar com a conseqüència de la irradiació d'alta energia a la qual tota la matèria està sotmesa.

### Processos fonamentals en la interacció de la radiació amb la matèria

#### Propietats de la llum
Les propietats ordinàries de la llum, com la propagació en línia recta, la reflexió i la refracció, pertanyen a l'òptica geomètrica. En canvi, les propietats extraordinàries, com la interferència, la difracció i la polarització, es relacionen amb l'aspecte ondulatori (òptica física), mentre que l'efecte fotoelèctric, la dispersió de Compton i la producció de parells es relacionen amb el seu aspecte corpuscular.

#### Aspectes Ondulatoris de la Llum
- Doble Refracció: Quan la llum travessa un cristall les propietats òptiques del qual varien segons els eixos cristal·lins, com l'espat d'Islàndia, el feix emergent es divideix en dos raigs, l'ordinari i l'extraordinari. Aquest fenomen, observat per primer cop per Erasmus Bartholin el 1669, demostra la polarització de la llum.
- Polarització: Una ona electromagnètica està polaritzada si el seu vector de camp elèctric manté una relació espacial específica mentre es propaga. Pot ser plana, el·líptica o circular. Un mètode per produir llum polaritzada circularment és fer-la passar per una làmina de quart d'ona.
- Coeficient de Reflexió: La proporció d'intensitat de la llum reflectida respecte a la incident. Aquest coeficient depèn de l'angle d'incidència i de la polarització. A l'angle de Brewster, la llum reflectida queda totalment polaritzada. Per a angles superiors a l'angle crític, es produeix una reflexió interna total.
- Dispersió: La variació de l'índex de refracció amb la freqüència. Aquest fenomen en un prisma és el que provoca la separació de la llum blanca en els seus colors (dispersió cromàtica). Normalment, l'índex de refracció augmenta lleugerament amb la freqüència (dispersió normal).

### Activació molecular
Es considera que una molècula s'activa quan absorbeix energia per interacció amb la radiació. En aquest estat energèticament ric, pot experimentar una sèrie de reaccions químiques inusuals que normalment no li són accessibles en equilibri tèrmic. Té una importància especial l'activació electrònica, és a dir, la producció d'un estat electrònicament excitat de la molècula. Aquest estat es pot assolir:
1. Per excitació directa mitjançant l'absorció de fotons.
2. Per l'impacte de partícules carregades, ja sigui directament o indirectament a través de la neutralització de càrrega, o per transferència d'excitació des d'ions positius excitats.
3. Per transferència de càrrega en la col·lisió amb ions positius incidents (relativament) lents.

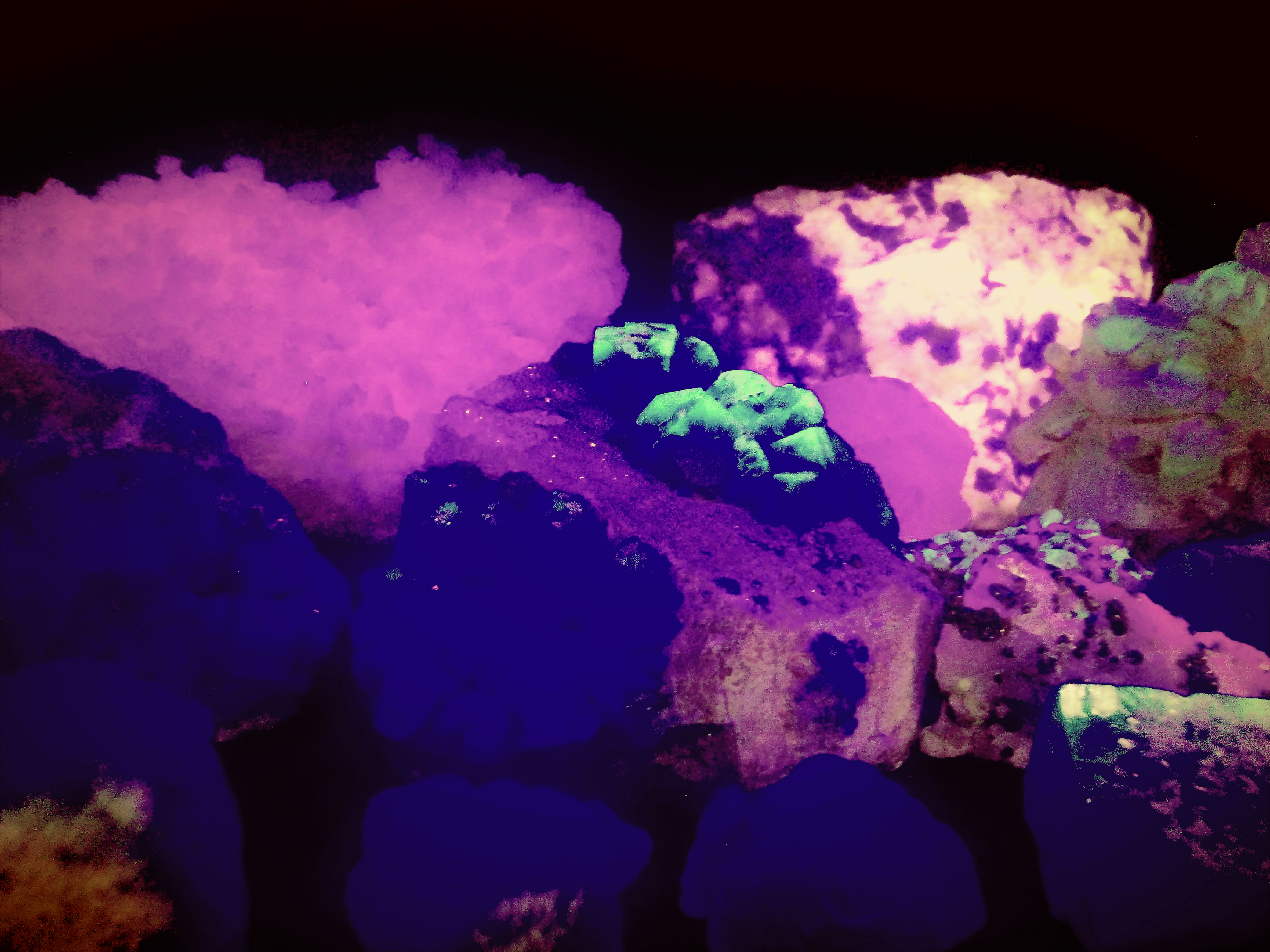
Aquests minerals, quan s'irradien amb llum ultraviolada, són capaços d'emetre temporalment radiació lumínica diferent de la que emet la llum natural.

Entre la varietat de processos subsegüents es troba l'emissió de llum, o luminescència. N'hi ha de dos tipus:
- la fluorescència és una transició permesa i es produeix en un temps típic d'aproximadament 1 fs;
- la fosforescència és una transició prohibida i pot requerir 1 μs o més.

En general, una molècula petita i simple emet luminescència a l'ultraviolat, i una de més complexa emet a prop de l'extrem blau-violeta de l'espectre visible. Les molècules de colorants, en canvi, poden emetre en tota la regió visible, inclòs l'extrem vermell. L'estat electrònic fonamental de la majoria de molècules és un estat singlet. Per tant, l'emissió òpticament permesa, o fluorescència, es produeix habitualment des de l'estat singlet excitat més baix fins a l'estat fonamental. L'estat triplet més baix de la molècula es troba lleugerament per sota del singlet excitat. L'emissió de llum des d'aquest estat triplet està prohibida per les regles de selecció mecanoquàntiques, però es produeix per defecte quan altres processos són encara menys probables. Aquesta emissió s'anomena fosforescència. És relativament feble, lenta i està desplaçada cap a longituds d'ona més llargues. Els estats triplet es poden produir a partir de singlets superiors mitjançant processos anomenats conversió interna i encreuament entre sistemes. Aquests estats també es poden produir en l'excitació des de l'estat fonamental per l'impacte de partícules carregades relativament lentes, com ara els electrons.
En estat gasós, una molècula excitada o bé emet luminescència, o bé experimenta un procés anomenat conversió interna, o bé es dissocia. La luminescència és la norma per a l'antracè, mentre que per a l'aigua ho és la dissociació en hidrogen (H) i hidròxid (OH). Com a regla general, els processos de luminescència es produeixen per defecte; és a dir, només si la dissociació és energèticament impossible, si implica un procés complex de transferència d'energia o si la conversió interna a un estat no luminescent és ineficient.

### Fenòmens d'ionització

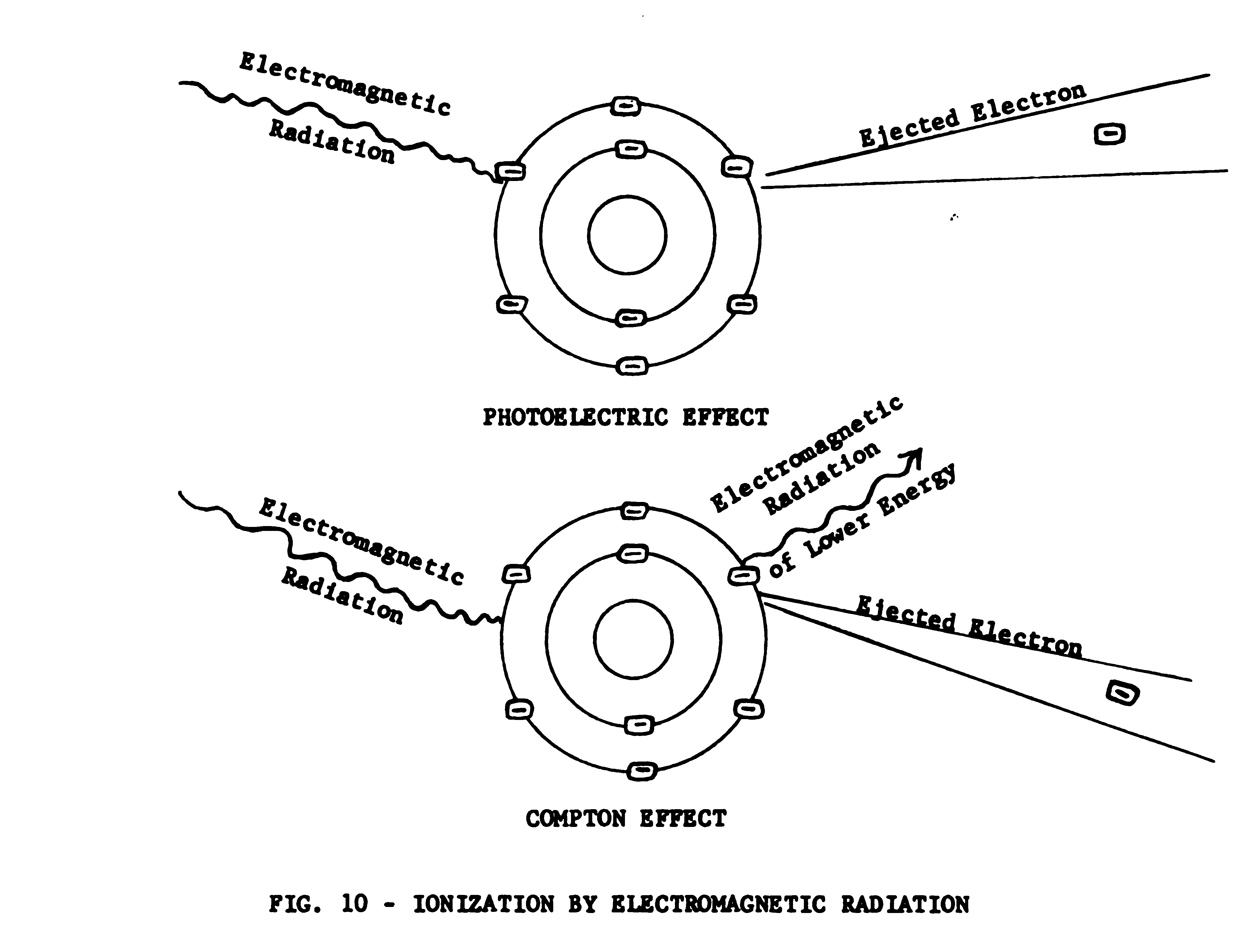

La ionització és aquella forma extrema d'excitació en la qual un electró és ejectat, deixant enrere un catió. L'energia mínima necessària per a aquest procés s'anomena energia d'ionització. Per exemple, la ionització del sodi es pot representar com:
{\displaystyle Na+h\nu \longrightarrow Na^{+}+e}
Un dels efectes més importants de la radiació sobre la matèria s'observa en l'acció fotogràfica. A part dels seus diversos usos en l'art, el comerç i la indústria, la fotografia és una eina científica de valor incalculable. S'utilitza àmpliament en espectroscòpia, en fotometria i en exàmens amb raigs X. Així mateix, les tècniques d'emulsió fotogràfica han estat molt utilitzades en la detecció i caracterització de partícules carregades d'alta energia. És un procés d'absorció d'energia per part d'un anió clorur {\displaystyle Cl^{-}}(o un altre halogenur) en una xarxa cristal·lina d'halogenur d'argent perd un electró. Aquest electró és posteriorment capturat per un catió d'argent {\displaystyle Ag^{+}} que es redueix a argent {\displaystyle Ag}. Sota condicions adequades d'exposició i revelat, un gra d'argent creix fins a una mida representativa de la durada i la intensitat de l'exposició a la llum.

### Fotoquímica

Transformació del cis-retinal en trans-retinal per acció d'un fotó de llum.

La fotoquímica és el camp de la química que estudia els processos químics que deriven de la interacció amb radiació electromagnètica. Els processos fotoquímics són reaccions que tenen lloc a partir de les molècules excitades electrònicament. S'utilitza el terme procés fotoquímic primari quan els productes de la reacció fotoquímica es formen directament a partir de les molècules excitades electrònicament, i procés fotoquímic secundari quan es formen a partir d'intermediaris que s'han generat en processos fotoquímics primaris. Sigui com sigui, tots dos tipus de processos fan possible que les reaccions poc afavorides tèrmicament, per a les quals l'única energia necessària per a superar l'energia d'activació és la calor, resultin viables.
El fet que la reacció fotoquímica es produeixi amb molècules en estats excitats obre rutes alternatives a les que imposen els estats fonamentals. En aquest sentit, cal dir que la majoria de reaccions fotoquímiques orgàniques s'inicien des dels estats singlet o triplet excitats de més baixa energia d'algun dels reactius presents en la mescla de reacció. Alguns dels processos fotoquímics més rellevants són la fotoisomerització cis-trans del retinal i la generació d'oxigen singlet, 1O2, mitjançant la fotosensibilització, molt útil en la teràpia fotodinàmica contra els tumors. L'eficiència d'un procés fotoquímic es mesura mitjançant el rendiment quàntic.

### Química de les radiacions de matèria

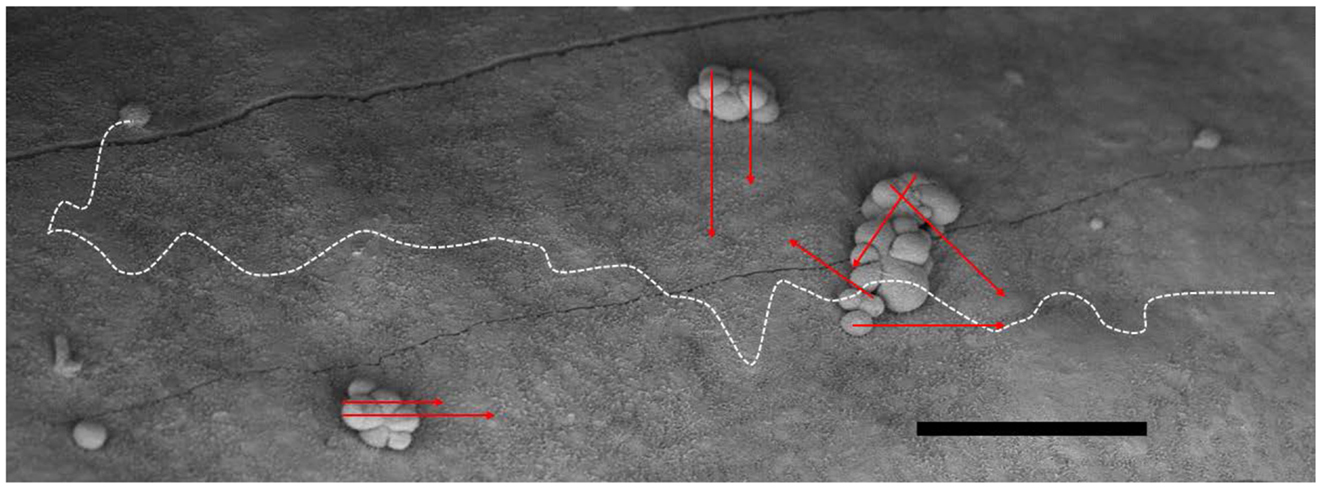
La situació geomètrica favorable per a les partícules α en metàstasis a petita escala (per exemple, en l'entorn adjuvant) es representa en una micrografia de microscòpia electrònica de rastreig de cúmuls micrometastàsics de càncer d'ovari al revestiment peritoneal (ratolí). El rang de les partícules α en vermell (aquí ~50–70 μm) difícilment pot arribar a les cèl·lules sanes normals circumdants, excepte possiblement el mesoteli i la seva subcapa. No poden arribar a les cèl·lules epitelials del revestiment intestinal. La situació de les partícules β^{−}, en canvi, mostra que gran part de la seva energia es dipositarà lluny del lloc d'unió i possiblement al teixit sa, tal com demostra la línia blanca discontínua (aquí ~700 μm). En conseqüència, pot augmentar els efectes secundaris. La barra és igual a 100 μm.

Quan un blanc és bombardejat per un ió positiu com l'ió hidrogen o protó {\displaystyle {\text{H}}^{+}} o l'ió deuteri {\displaystyle {\text{D}}^{+}}procedent d'un accelerador de partícules, o la partícula α {\displaystyle _{2}^{4}{\text{He}}^{2+}} de la desintegració nuclear, o de fet qualsevol ió positiu pesant d'alta energia, els efectes inicials difereixen significativament dels d'un electró d'alta energia o partícula β. Aquesta situació resulta del fet que, per a la mateixa energia cinètica {\textstyle {\tfrac {1}{2}}mv^{2}} una partícula de massa més gran {\displaystyle m} es desplaça amb una velocitat {\displaystyle v} menor. Com més petita és la velocitat d'una partícula d'una càrrega determinada en el domini d'altes velocitats (però no ultrarelativistes), més gran és la seva probabilitat d'interacció amb el medi travessat, és a dir, més gran és la transferència lineal d'energia.
Així, els ions positius produeixen els seus efectes inicials molt a prop els uns dels altres en la traça d'ionització en un medi condensat com l'aigua (potser a una distància d'un o dos àngstroms, 10 o 20 nm), mentre que electrons igualment energètics que viatgen a través del mateix medi dipositen energia en petites agrupacions anomenades spurs (esperons), que poden estar separades per uns 1.000 àngstroms o més. L'aparença de la traça d'excitació i ionització s'ha comparat, d'una banda, amb una corda (en el cas del bombardeig amb ions positius) i, de l'altra, amb grans aïllats en un fil (en el cas del bombardeig amb electrons). La traça densa, així com els esperons aïllats, contenen ions, molècules excitades i electrons; tanmateix, les distribucions en els dos tipus de traces essencialment diferents són tan distintes que les reaccions químiques subsegüents (és a dir, els efectes de traça) poden ser força dissemblants.
Com a exemple, la irradiació de l'aigua pura amb partícules α produeix rendiments substancials d'hidrogen i peròxid d'hidrogen {\displaystyle {\text{H}}_{2}{\text{O}}_{2}}, mentre que la irradiació amb partícules β, raigs X o raigs γ és essencialment sense efecte. Una de les seqüències de reaccions suggerides en les consideracions generals de la química de les radiacions de l'aigua és:
{\displaystyle {\begin{aligned}{\text{H}}_{2}{\text{O}}&\rightarrow {\text{H}}+{\text{OH}}&(1)\\{\text{H}}+{\text{H}}&\rightarrow {\text{H}}_{2}&(2)&\\{\text{OH}}+{\text{OH}}&\rightarrow {\text{H}}_{2}{\text{O}}_{2}&(3)\end{aligned}}}

## Tipus de radiacions
- Radiació tèrmica, radiació corpuscular, radiació electromagnètica
- Radiació ionitzant: Radiació alfa, radiació beta, radiació gamma
- Radiació de Cerenkov
- Radiació solar
- Radiació de supervoltatge
- Radiació de sincrotó

## Altres significats
En Anatomia, s'utilitza el terme radiació per referir-nos a una estructura que divergeix des d'un centre comú:
- Radiació acústica
- Radiació del cos callós
- Radiació estríotalámica
- Radiació òptica
- Radiació piramidal
- Radiació talàmica
- Radiació tegmentaria
- Radiació de Casparov